# 白キムチ
白キムチ（백김치、ペッキムチ）はキムチの一種で、通常キムチを浸ける際に使われる唐辛子を使用しないキムチ。塩漬けした白菜、大根、セリ、ネギ、ナシ、クリ、ナツメ、ショウガ、ニンニク、塩、砂糖、そして付け合わせとして刻んだ唐辛子を少々加えて作られる。
まろやかな風味とパリパリした食感で、カルビやプルコギなどの牛肉に合う前菜として提供される。